# Международная литературная премия (Германия)
Международная литературная премия (нем. Internationaler Literaturpreis) — одна из главных литературных премий Германии, которой награждается лучший иностранный роман года, переведенный на немецкий язык. Премия была учреждена в 2009 году Домом культуры народов мира в Берлине и присуждается ежегодно «за выдающееся произведение мировой современной литературы и его немецкий перевод». Денежный эквивалент составляет 35 тысяч евро. До 2015 года автор получал 25 000 евро и переводчик 10 000 евро. С 2016 года автор получает 20 000 евро и переводчик 15 000 евро. Лауреатов выбирает жюри из известных критиков и литературоведов. Жюри состоит из 7 человек и меняется каждый год. За время существования премии единственным русским писателем, ставшим лауреатом Международной литературной премии является Михаил Шишкин, получивший эту награду в 2011 году вместе с переводчиком Андреасом Третнером за роман «Венерин волос».

## Лауреаты Международной литературной премии
- 2009: Даниэль Аларкон (Daniel Alarcón) (автор) и Фридерике Мельтендорф (Friederike Meltendorf) (переводчица) за роман Lost City Radio
- 2010: Мари Ндайе (Marie NDiaye) (автор) и Клаудиа Кальшойер (Claudia Kalscheuer) (переводчица) за роман Три сильных женщины
- 2011: Михаил Шишкин (автор) и Андреас Третнер (Andreas Tretner) (переводчик) за роман Венерин волос
- 2012: Мирча Кэртэреску  (автор), Герхардт Чейка (Gerhardt Csejka) и Фердинанд Леопольд (Ferdinand Leopold) (переводчики) за роман Тело
- 2013: Теджу Коул (автор) и Кристине Рихтер-Нилссон (Christine Richter-Nilsson) (переводчица) за роман Open City
- 2014: Дани Лаферьер (автор) и Беате Тиль (Beate Thill) (переводчица) за роман Загадка возвращения
- 2015: Амос Оз (автор) и Мириам Пресслер (Mirjam Pressler) (переводчица) за роман Иуда
- 2016: Шумона Синха (Shumona Sinha) (автор) и Лена Мюллер (Lena Müller) (переводчица) за  роман Убейте бедных!
- 2017: Фистон Мванца Муджила (Fiston Mwanza Mujila) (автор) и Катарина Майер (Katharina Meyer) и Лена Мюллер (Lena Müller) (переводчицы) за роман Трамвай 83
- 2018: Ивана Сайко (автор) и Алида Брекмер (Alida Bremer) (переводчица) за Любовный роман
- 2019: Фернанда Мельчор (Fernanda Melchor) (автор) и Ангелика Аммар (Angelica Ammar) (переводчица) за роман Сезон торнадо
- 2020: в связи с пандемией премия была поделена между всеми участниками шорт-листа